# Essebt
Essebt (em árabe: السبت) é uma comuna localizada na província de Skikda, Argélia. De acordo com o censo de 2008, a população total da cidade era de 15 266 habitantes.